# Paese
Paese là một đô thị ở tỉnh Treviso trong vùng Veneto, có cự ly khoảng 30 km về phía tây bắc của Venice và khoảng 8 km về phía tây của Treviso. Tại thời điểm ngày 31 tháng 12 năm 2004, đô thị này có dân số 19.898 người và diện tích là 38 km².
Đô thị Paese có các frazioni (các đơn vị trực thuộc, chủ yếu là các làng) Padernello, Postioma, Porcellengo, và Castagnole.
Paese giáp các đô thị: Istrana, Morgano, Ponzano Veneto, Quinto di Treviso, Trevignano, Treviso, Volpago del Montello.